# 静岡県を舞台とした作品一覧
静岡県を舞台とした作品一覧（しずおかけんをぶたいとしたさくひんいちらん）では、静岡県内をモチーフ、ロケーションとした小説、ドラマ、映画、漫画、アニメーションなどを記述する。

## 文芸（小説・古典）
- 熱海サンビーチ殺人事件（島田一男）
- 熱海市殺人事件（斎藤栄）
- 熱海、湯河原殺人事件（西村京太郎）
- 天城大滝温泉殺人事件（吉村達也）
- 天城越え（松本清張）
- 天城峠殺人事件（内田康夫）
- 伊豆・踊り子殺人列車（辻真先）
- 伊豆・河津七滝に消えた女（西村京太郎）
- 伊豆恋人岬の首祀り（和久峻三）
- 伊豆高原殺人事件（大谷羊太郎）
- 伊豆・修善寺殺人事件（山村美紗）
- 伊豆の海に消えた女（西村京太郎）
- 伊豆の朝凧（津村秀介）
- 伊豆の踊子（川端康成）[1]
- 伊豆の死角（津村秀介）
- イニシエーション・ラブ（乾くるみ）
- うしろの正面だあれ（海老名香葉子）
- 渦（松本清張）
- 海近旅館（柏井壽）
- 海のふた（よしもとばなな）
- 恨みの三保の松原（西村京太郎）
- 遠州あやかしとおりゃんせ（虹川れあ）
- 遠州姫街道殺人事件（木谷恭介）
- 大井川SL鉄道殺人事件（木谷恭介）
- 大井川殺人事件（梓林太郎）
- 踊り子の謎 天城峠殺人交差（深谷忠記）
- おっぱいバレー（水野宗徳）
- 海煙（土橋章宏）
- 岳物語（椎名誠）
- 紙谷橋（池田陽一）
- 仮面城（横溝正史）
- 黄色い風土（松本清張）
- 北の海（井上靖）
- 京都・浜松殺人事件（山村美紗）
- 金太郎
- 黒い樹海（松本清張）
- 黒白の旅路（夏樹静子）
- 獣の戯れ（三島由紀夫）
- 剣と紅 女領主 井伊直虎（高殿円）
- 強力伝（新田次郎）
- 言の葉いろは（てにをは）
- 金色夜叉（尾崎紅葉）
- 彩霧（松本清張）
- 桜の下の殺人（西村京太郎）
- 死亡フラグが立ちました（七尾与史）
- 清水次郎長（津本陽）
- 下田子守唄殺人（島田一男）
- 斜陽（太宰治）
- 十万分の一の偶然（松本清張）
- 主君 井伊の赤鬼直政伝（高殿円）
- 修善寺温泉殺人情景（風見修三）
- 次郎長三国志（村上元三）
- 状況曲線（松本清張）
- 女王蜂（横溝正史）
- 女怪（横溝正史）
- しろばんば（井上靖）
- 新幹線《のぞみ47号》消失!（木谷恭介）
- 生死を分けた転車台 天竜浜名湖鉄道（西村京太郎）
- 背負い富士（山本一力）
- 1944年の大震災 東海道本線生死の境（西村京太郎）
- 銭の花（花登筐）
- 千羽鶴（川端康成）
- 憎悪の化石（鮎川哲也）
- 蒼氷（新田次郎）
- 曽我物語
- 台所太平記（谷崎潤一郎）
- タイム・リープ あしたはきのう（高畑京一郎）
- 探偵はサウナで謎をととのえる（吉岡梅）
- 掌の小説（川端康成）
- 寺町三丁目十一番地（渡辺茂男）
- 展望車殺人事件（西村京太郎）
- 東海遊侠伝（天田愚庵）
- 東海道中膝栗毛
- 徳川家康（山岡荘八）
- 十津川警部SLを追う（西村京太郎）
- 十津川警部 記憶（西村京太郎）
- 十津川警部の対決（西村京太郎）
- 夏草冬濤（井上靖）
- 西伊豆美しき殺意（西村京太郎）
- 「西伊豆」恋人岬（斎藤栄）
- 西伊豆昇天海岸（辻真先）
- 日本百名山（深田久弥）
- 塗仏の宴　宴の支度（京極夏彦）
- 塗仏の宴 宴の始末（京極夏彦）
- バイロケーション（法条遥）
- 箱庭（内田康夫）
- 浜名湖殺人ロケ（島田一男）
- ハルチカシリーズ（初野晴）
- 東伊豆殺人事件（大谷羊太郎）
- 漂泊の楽人（内田康夫）
- 富士五湖・氷穴殺人事件（梓林太郎）
- 富士山頂（新田次郎）
- 富士・箱根殺人ルート（西村京太郎）
- 「冬の蝶」殺人事件（木谷恭介）
- 芙蓉の人（新田次郎）
- 平家物語
- 豊饒の海（三島由紀夫）
- ボンネットバス（浅尾大輔）
- 真夏の死（三島由紀夫）
- 三保ノ松原殺人事件（梓林太郎）
- 三保の松原天女伝説殺人事件（大谷羊太郎）
- 無人駅で君を待っている（いぬじゅん）
- 迷路荘の惨劇（横溝正史）
- 妖婦の宿（高木彬光）
- 蘭陵王（三島由紀夫）
- わが母の記（井上靖）
- 小説 咲夜姫（山口歌糸）
- リライト（法条遥）

## テレビドラマ
- 愛無情
- 葵 徳川三代
- 熱海の捜査官
- WATER BOYS
- おかみ三代女の戦い
- おんな城主 直虎
- 鎌倉殿の13人
- 黄色い風土
- 実録犯罪史シリーズ・金（キム）の戦争
- 草燃える
- この町大好き
- ごめんね青春!
- さくらさくら
- さわやか3組
- 三人の母
- 十字路
- 次郎長背負い富士
- 青春家族
- 西部警察 PART-II
  - 「大追跡!!静岡市街戦」
  - 「大激闘!!浜名湖決戦」
- 誰よりも君を愛す!
- ちびまる子ちゃん
- チャレンジド
- 徳川家康
- とと姉ちゃん
- 虹色定期便
- 裸の大将放浪記
- 春よ、来い
- 必殺仕事人ワイド 大老殺し 下田港の殺し技珍プレー好プレー
- 芙蓉の人
- プラスティック・スマイル
- ブラックペアン
- 細腕繁盛記
- 女かじき特急便
- モンテ・クリスト伯 -華麗なる復讐-
- やとわれ女将 菊千代の事件簿2，3

### 特撮
- ウルトラQ
- ウルトラマン
- 仮面ライダーBLACK第3話「怪？怪改造人間」

## 映画
- 朝日のあたる家
- 天城心中
- 有りがたうさん[2]
- 生きてゐる孫六
- 伊豆の踊子[3]
- 伊豆物語
- 一遍上人
- ウォーターボーイズ
- うしろの正面だあれ
- 宇宙大怪獣ギララ
- 宇宙ショーへようこそ
- 男はつらいよ 噂の寅次郎
- 男はつらいよ 純情篇
- 男はつらいよ 寅次郎紙風船
- 大人ドロップ
- 怪獣大戦争
- ガメラ 大怪獣空中決戦
- 菊次郎の夏
- 今日、恋をはじめます
- キングコング対ゴジラ
- クレヨンしんちゃん 嵐を呼ぶ栄光のヤキニクロード
- 黒船 (映画)
- 月光 (2016年の映画)
- ゴジラ (1984年の映画)
- ゴジラ・モスラ・キングギドラ　大怪獣総攻撃
- 桜ノ雨
- ジェットF104脱出せよ
- シュート!
- 書道ガールズ 青い青い空
- 次郎長三国志[4]
- しろばんば
- シン・エヴァンゲリオン劇場版
- SUPER HAPPY FOREVER（英語版）[5]
- そばかす[6]
- 体当たりマンハント旅行記
- 大怪獣空中戦 ガメラ対ギャオス
- 第五福竜丸
- つぐみ[7]
- 釣りバカ日誌3
- 東京物語
- 任侠ヘルパー
- 沼津兵学校
- はじまりのみち
- 向日葵の丘・1983の夏
- ピンチランナー
- 富士山頂
- 星は夜空に見えるもの
- BOX 袴田事件 命とは
- 幕が上がる
- モスラ対ゴジラ
- 柔の星
- 弱虫ペダル

## 漫画
- あいりんドリーム
- アタック!!（大島司）
- アタックNo.1（浦野千賀子）
- あまんちゅ!（天野こずえ）
- アリスと蔵六
- 苺ましまろ（ばらスィー）
- エルドライブ
- 帯をギュッとね!
- ガヴリールドロップアウト
- 仮面レンジャー田中（くぼたまこと）
- キャプテン翼（高橋陽一）
- きんぎょ注意報 （猫部ねこ）
- グレートマジンガー （永井豪）
- ゴールFH
- シグルイ
- シュート!（大島司）
- 新やじきた道中記（長谷川町子）
- 背すじをピン!と〜鹿高競技ダンス部へようこそ〜（横田卓馬）
- 隊務スリップ
- だぶるぶる-Double Bull-（戌森四朗）
- ちびまる子ちゃん（さくらももこ）[8]
- 長八の宿（つげ長春）
- つぶらら
- デカガール
- テツぼん
- 徳川家康（横山光輝）
- トライアルかおる!
- 永沢君（さくらももこ）
- 夏色キセキ
- ハルチカ
- 部室のドワーフちゃん（仏さんじょ）
- 不沈アタッカー
- ぽんこつポン子
- マジンガーZ （永井豪）
- 守れ!しゅごまる （伊原大貴）
- ゆるキャン△
- ラブライブ!サンシャイン!!
- ローカル女子の遠吠え
- ロックアップ (漫画)（猿渡哲也）

## テレビアニメ
- 蒼き伝説 シュート!
- アタックNo.1（浦野千賀子）
- あまんちゅ!（天野こずえ）
- アリスと蔵六
- 伊豆の踊り子
- 苺ましまろ（ばらスィー）
- エルドライブ
- ガールズアンドパンツァー
- ガヴリールドロップアウト
- ガンダムビルドファイターズ
- ガンダムビルドファイターズトライ
- キャプテン翼（高橋陽一）
- きんぎょ注意報 （猫部ねこ）
- グレートマジンガー （永井豪）
- ゴールFH
- シグルイ
- 創勢のアクエリオンEVOL
- ちびまる子ちゃん（さくらももこ）[9]
- 夏色キセキ
- ハルチカ
- 星屑テレパス
- マジンガーZ （永井豪）
- 無敵超人ザンボット3  (鈴木良武、富野喜幸)
- 夢見る男子は現実主義者
- ゆるキャン△
- ラブライブ!サンシャイン!!

## 音楽
- 天城越え
- エリカの花散るとき
- 大井追っかけ音次郎
- 掛川しぐれ
- 背くらべ
- ちゃっきり茶太郎
- ちゃっきり節
- 茶摘み
- ふじの山
- 富士よ夢よ友よ
- まるちゃんの静岡音頭
- みかんの花咲く丘
- 港町ブルース
- わたしの街 静岡

### PV・MV
- 愛のことば（スピッツ）
- 希望的リフレイン（AKB48）
- 心のプラカード（AKB48）
- スカーレット（スピッツ）
- だって雨じゃない？（トランジットガールズ）
- 飛行少女（ピロカルピン）
- 未来（Mr.Children）
- 心音（Omoinotake）

## ゲーム
- げきたま!
- 夏めろ
- ポールポジション
- ぼくのなつやすみ2
- ほしうた
- 桃太郎電鉄 SHIZUOKA
- ラブプラス

## 舞台作品
- 伊豆の踊子
- 次郎長伝
- 斜陽

## 絵画
- 伊豆下田（高橋勝蔵）*脚注 日本の風景 美しかりし明治への旅展
- 伊豆修善寺菊屋の厨房（ジョルジュ・フェルディナン・ビゴー）
- 伊豆の国（ジョルジュ・フェルディナン・ビゴー）
- 黄瀬川陣（安田靫彦）
- 駿河富士（前田青邨）
- 東海道五十三次（歌川広重）
- 富岳三十六景（葛飾北斎）
- 富士山（片岡球子）
- 富士山（五百城文哉）

## ラジオドラマ
- 伊豆の踊子（TBS ラジオ図書館）
- 告白の対価（NHK-FMFMシアター）
- 日月めぐる（NHK-AM新日曜名作座）